# 한부선

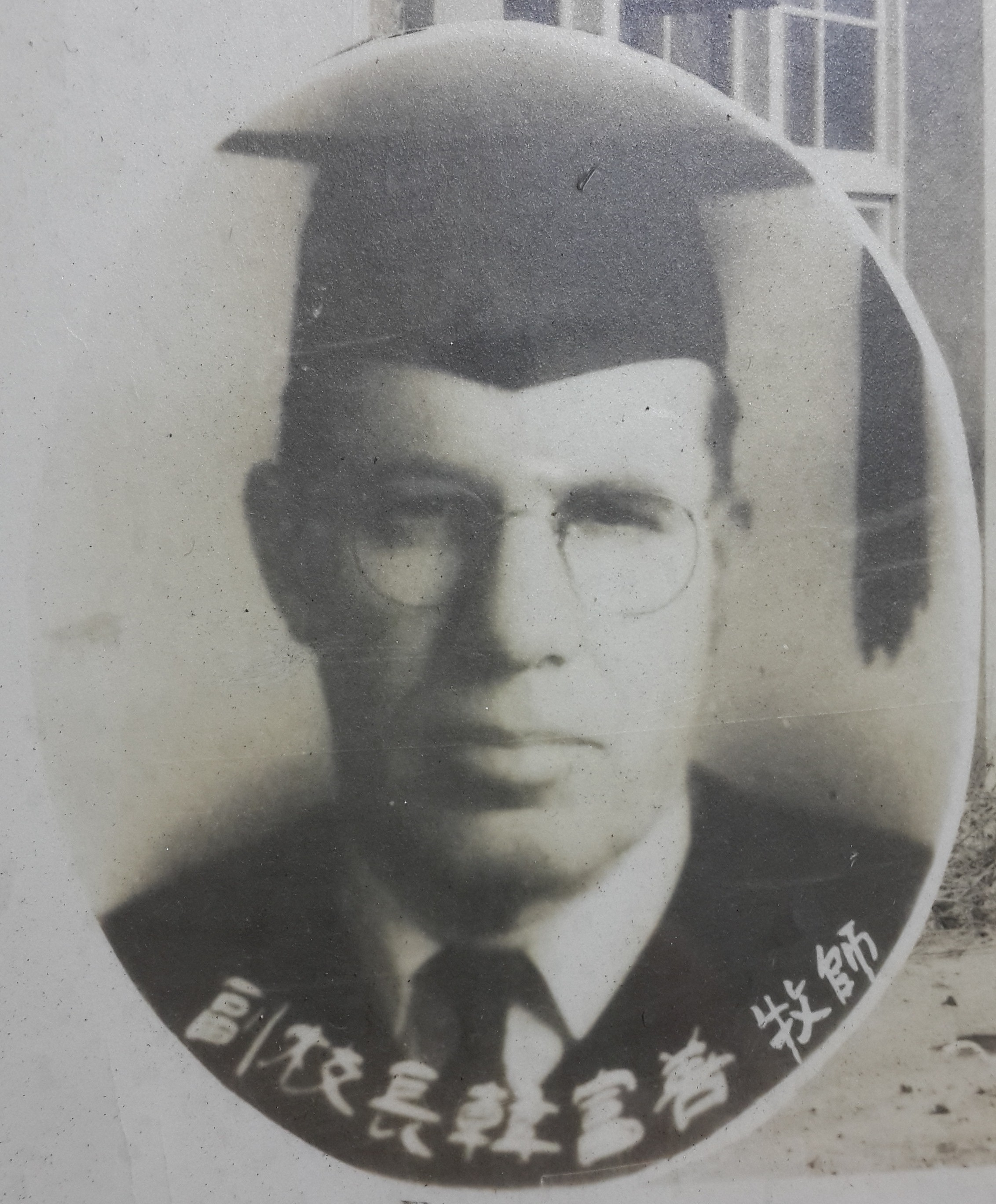
한부선 선교사 부산 고려신학교 교수시절

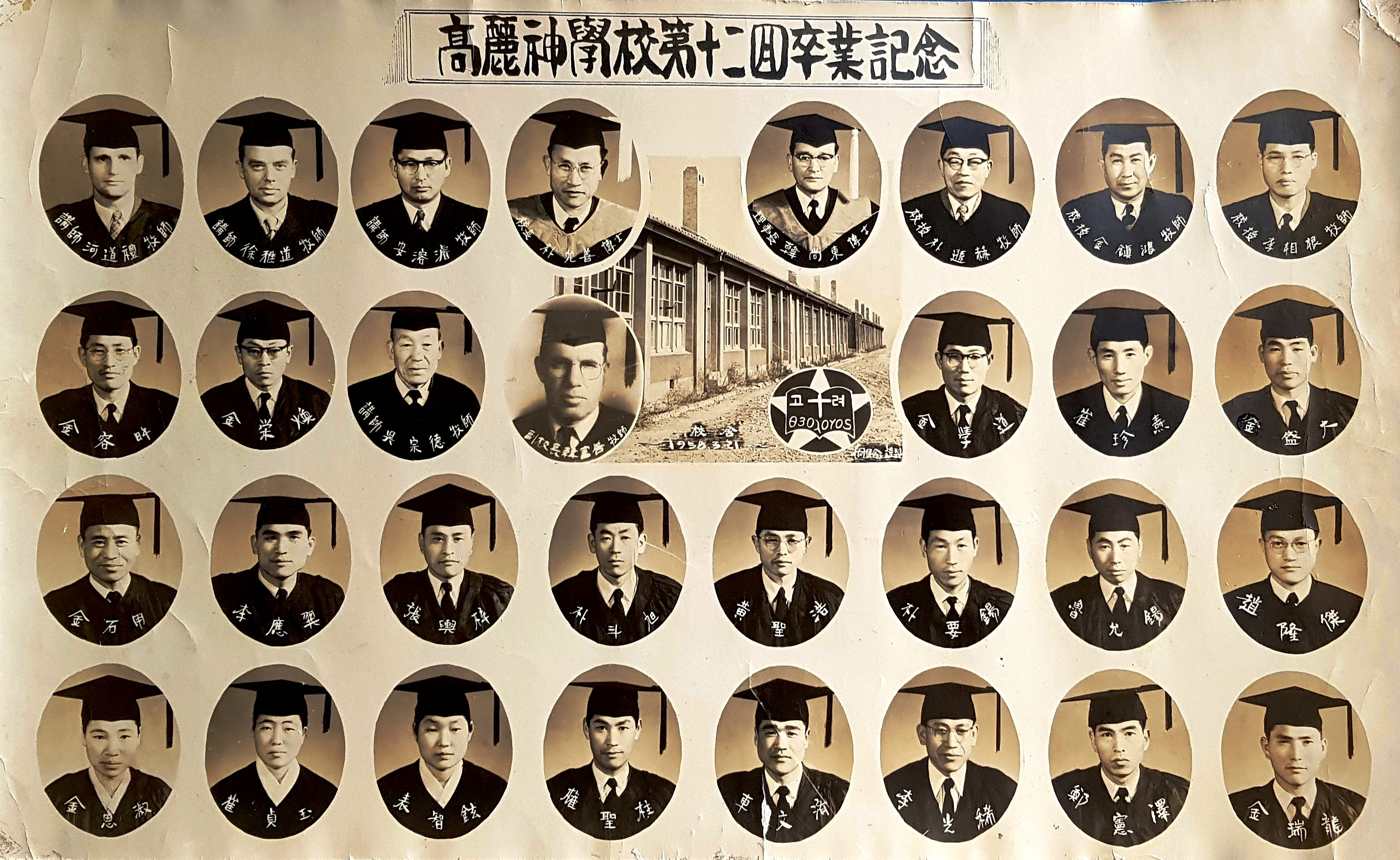
1958년도 고려신학교 제 12회 졸업생 사진

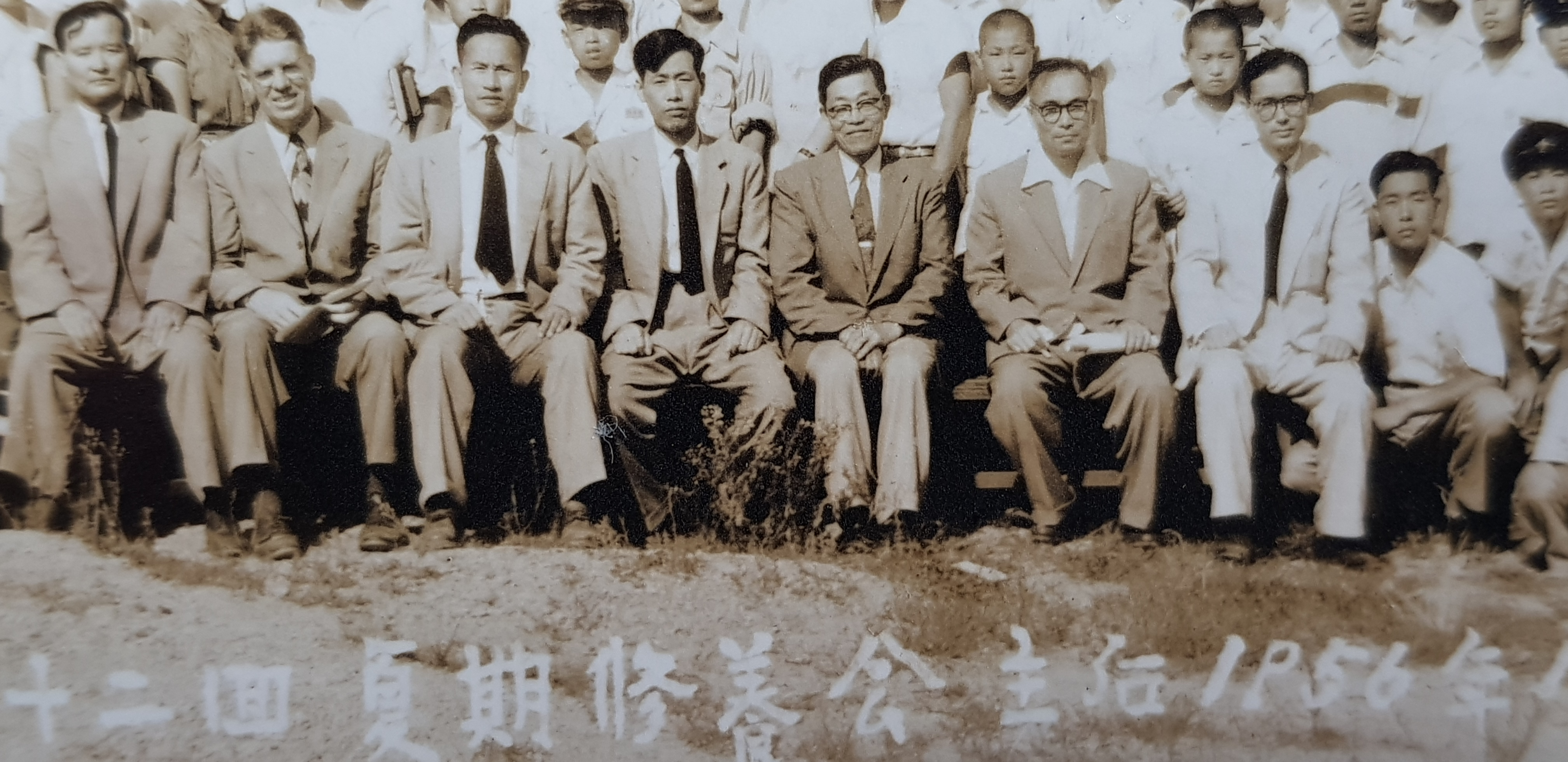
고려신학교 교수들, 좌로부터 한상동, 한부선, 박윤선, 전칠홍, 박손혁, 1956년

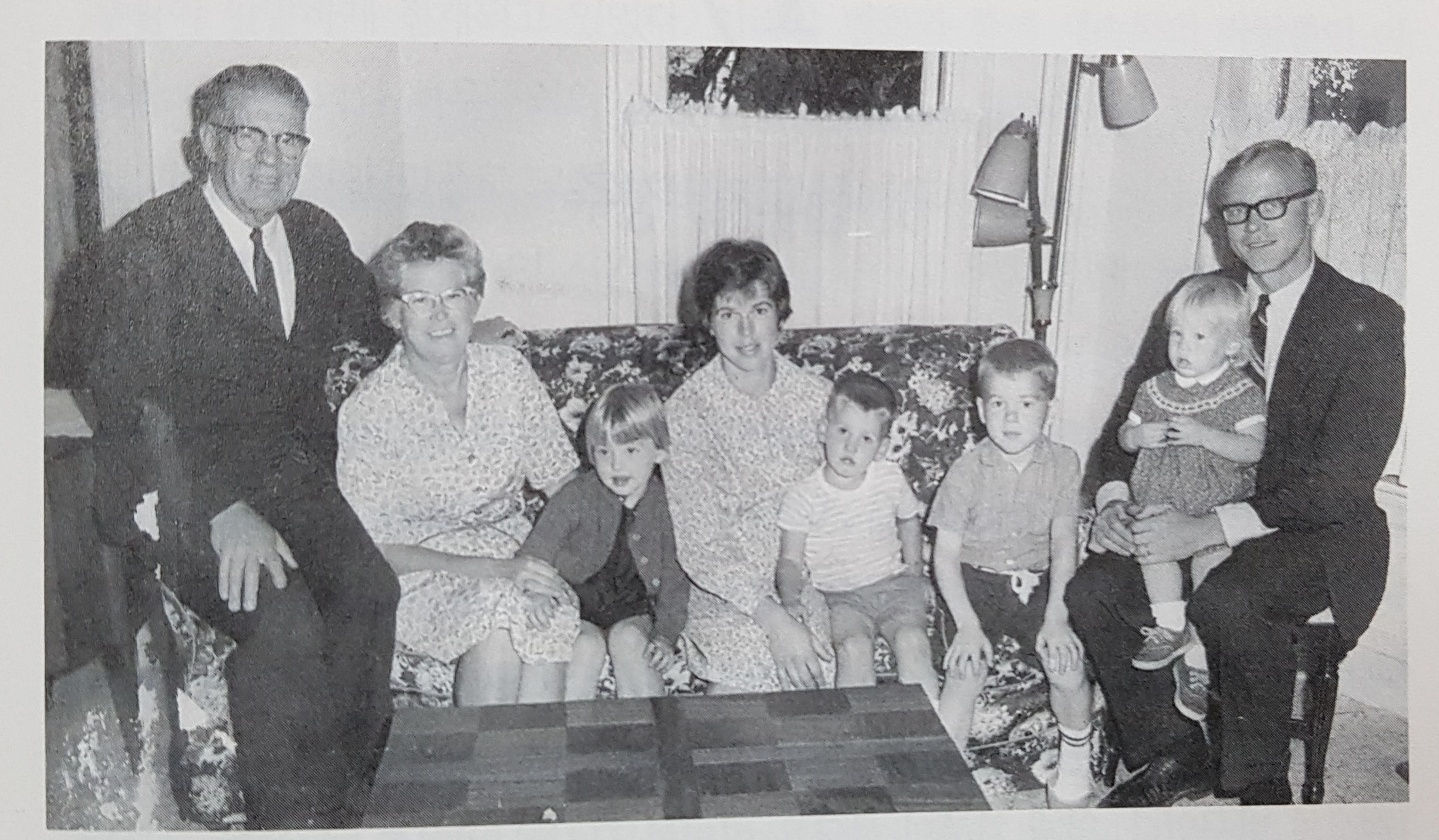
한부선 선교사 가족과 사위인 스톤하우스(Chip Stonehouse)

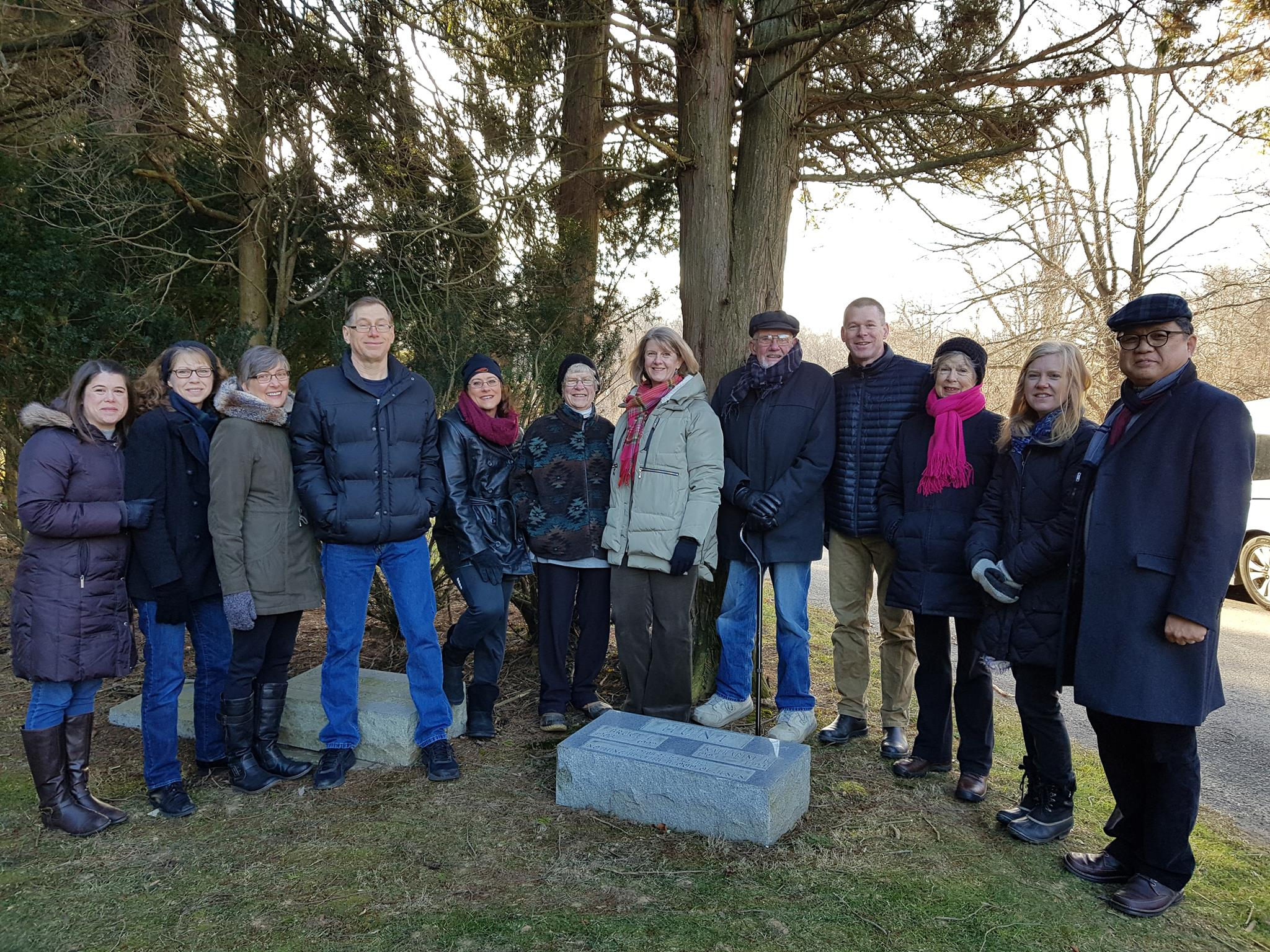
한부선(Bruce F. Hunt) 후손들

한부선 (韓富善, Bruce Finley Hunt, 1903년 6월 4일 - 1992년 7월 26일)은 한국에서 태어난 가장 한국적인 선교사였다. 아버지 한위렴(韓煒廉, William Brewster Hunt)과 장인 방위량(邦偉良, William Newton Blair, 1869 - 1953)을 이어 2대째 한국에서 활동한 선교사였다. 부산 고려 신학교에서 교수사역을 하였다. 일제시대 기독교인을 돕고 신사참배 강요에 투쟁한 이유로 구금도 되었고 갖은 고문과 협박에도 굴복하지 않은 한국을 사랑한 선교사였다.

## 학력
- 1919년 : 평양외국인학교에서 수학 후, 미국으로 유학을 떠남
- 1919년 6월-1920년 9월 : 미국 미주리주 세인트 루이스에 거주하며 솔단 고등학교(Soldan High School)
- 1920년-1923년 6월 : 미국 일리노이주에 소재한 휘튼 칼리지(Wheaton College) 재학
- 1923년 9월-1924년 6월: 미국 뉴지지주에 소재한 럿거스 대학교(Rutgers University)로 전학하여 졸업
- 1924년 9월 : 프린스턴 신학교(Princeton Theological Seminary) 입학
- 1928년 5월 : 프린스톤 신학교 졸업

## 생애
한부선은 아버지 한위렴 선교사와 어머니 버타 바오렛 핀리(Bertha Violet Finley Hunt)사이에서 1903년 6월 4일 평양에서 출생하였다. 한국의 선교사인 부친의 선교활동으로 인해서 한부선은 어렸을 때부터 각종 전도 모임, 성경학교, 그리고 사경회 등에 참여하며 선교적 사역에 큰 영향을 받았다. 평양 외국인 학교에서 고등학교 2학년까지 다닌 한부선은 학업을 계속하기 위해 1919년 미국으로 떠났다.
한부선은 일리노이주 휘튼 대학교에 1920년에 입학했으나 대학 시절 영적인 고민의 기간을 거치며, 결국 중생의 체험과 선교에의 헌신을 함으로써 인생의 귀한 전환점을 맞이하게 되었다. 그 후 럿거스 대학교로 전학하고 졸업하였고, 프린스톤 신학교를 졸업하였다. 당시 미국에서는 신학적 논쟁이 일어나고 있었다. 한부선은 프린스톤 신학교의 내분에서 메이천을 따르고 1929년 웨스트민스터 신학교가 신설되자 학교를 옮겨서 졸업하였다.
한부선은 누구보다도 네비우스 선교방법을 철저하게 시행했던 인물이고, 성경중심적인 특성을 강조하였다. 또한 개혁주의 신학과 장로교적 전통을 통해 역사적인 기독교 신앙이 계승되고 발전된다고 확신하였다. 구령 열정을 가지고 다양한 전도 활동에 참여하였고, 그리고 소외되고 불우한 사람들에 대한 사회사업에도 적극적이었으며, 교육 및 문서 보급을 통한 선교에도 지대한 관심을 가지고 있었다.
한부선은 성경중심적인 신앙에 토대로 한 전도활동에 지대한 관심을 두었으며, 그의 신학적 성향은 칼빈주의를 지향하면서도, 변증적인 태도를 강하게 지니고 있었다. 특히 자유주의 신학의 도전에 대하여 누구보다도 강경한 입장을 취했다. 그는 한국 장로교회의 역사적 신앙을 자유주의 신학의 도전 속에서 지켜나가는 것이 교회를 살리는 길이라고 철저하게 믿었다. 1992년 7월 26일 미국 필라델피아 근교 퀘리빌 양로원에시 소천하였다.

## 같이 보기
- 박응규